# Alfons Paoli Schwartz
Alfonse Paoli Schwartz (né le 9 mars 1886 à Corte en Corse et mort en février 1945) a été un agent allemand en France et est réputé avoir été le dernier prisonnier de guerre allemand détenu par la France pendant la Première Guerre mondiale.

## Biographie
Il naît le 9 mars 1886 en Corse, à Corte où son père est commissaire de police, d'un couple qu'il qualifiera lui-même de corse et alsacien. Son prénom, qu'il utilisera plus tard comme second patronyme (Paoli), serait lié à Pascal Paoli (1725-1807). En fait ses deux parents sont d'origine alsacienne. Son père, Émile Henri Schwartz, né en 1852, policier révoqué, est condamné en 1895 pour espionnage au profit de l'Allemagne. En 1900, il est libéré et rejoint Strasbourg avec sa femme et ses trois fils. Alfons continue ses études sur place. Il devient professeur dans l'Alsace alors impériale de Guillaume II.
Avec son père, Alfons monte un réseau d'espionnage vers la France et l'Italie. L'« Agent 39 » voyage beaucoup. Paoli Schwartz sert durant la Première Guerre mondiale dans la Police secrète de campagne au titre du contre-espionnage impérial, notamment à Lille. Sa parfaite connaissance du français et de l'allemand lui permet de recruter des agents d'infiltration ou de s'infiltrer lui-même dans les réseaux français. Il s'y présente comme Paoli.
Après l'armistice, il est arrêté par les Français près de Kehl et condamné pour trahison, car il est considéré comme Français. Comme Alfred Dreyfus il est déporté à l'île du Diable en Guyane française. Libéré le 4 avril 1932 à la suite de négociations diplomatiques, il est à nouveau employé par les services allemands. Il meurt en février 1945 à Pforzheim où il était traducteur au tribunal.
Sa longue déportation fit scandale en Allemagne, où il était considéré comme Allemand. Il y eut des campagnes de presse dans les milieux nationalistes.